# Azane
Azane es un pueblo ubicado en el municipio de Berane, en Montenegro.

## Demografía
Hasta 2011 la población era de 99 habitantes, conformada por 32 hogares y 56 viviendas.
| 236                                                              | 244 | 259 | 232 | 202 | 197 | 136 | 99 |
| (Fuente: Population statistics of Eastern Europe & former USSR.) |     |     |     |     |     |     |    |

| Etnicidad                                           | Número | Porcentaje |
| --------------------------------------------------- | ------ | ---------- |
| Bosnios                                             | 59     | 43,38 %    |
| Serbios                                             | 41     | 30,14 %    |
| Montenegrinos                                       | 35     | 25,73 %    |
| Otros                                               | 1      | 0,74 %     |
| Fuente: Republic of Montenegro. Statistical Office. |        |            |